# Muhovo, Sofia
Muhovo (în bulgară Мухово) este un sat în comuna Ihtiman, regiunea Sofia,  Bulgaria. 

## Demografie
Componența etnică a satului Muhovo
     Bulgari (98,14%)
     Nicio identificare (1,85%)
     Altele (0%)
La recensământul din 2011, populația satului Muhovo era de 54 locuitori. Din punct de vedere etnic, majoritatea locuitorilor (98,14%) erau bulgari. Pentru 1,85% din locuitori nu este cunoscută apartenența etnică.